# Cerynia albata
Cerynia albata är en insektsart som först beskrevs av Stsl 1854.  Cerynia albata ingår i släktet Cerynia och familjen Flatidae.

## Underarter
Arten delas in i följande underarter:
- C. a. deplana
- C. a. incurva
- C. a. triscripta